# ایمی برگ
اِیمی برگ (انگلیسی: Amy Berg) فیلم‌نامه‌نویس و تهیه‌کننده اهل ایالات متحده آمریکا است.
از جمله آثار او، می‌توان به همتا و پلیدی‌های دا وینچی، مظنون، ۴۴۰۰ و راهبه جنگجو اشاره کرد.